# Alstonia
Genre
Alstonia est un genre de plantes eudicotylédones de la famille des Apocynacées. 

## Liste d'espèces
Selon World Checklist of Selected Plant Families (WCSP) (4 décembre 2019) :
- Alstonia actinophylla (A.Cunn.) K.Schum. (1895)
- Alstonia angustifolia Wall. ex A.DC. (1844)
- Alstonia angustiloba Miq. (1857)
- Alstonia annamensis (Monach.) Sidiyasa, Blumea (1998)
- Alstonia balansae Guillaumin (1941)
- Alstonia beatricis Sidiyasa (1996)
- Alstonia boonei De Wild. (1914)
- Alstonia boulindaensis Boiteau, Adansonia, n.s. (1977)
- Alstonia breviloba Sidiyasa, Blumea (1998)
- Alstonia congensis Engl. (1886)
- Alstonia constricta F.Muell. (1858)
- Alstonia coriacea Pancher ex S.Moore, J. Linn. Soc. (1921)
- Alstonia costata (G.Forst.) R.Br. (1810)
- Alstonia curtisii King & Gamble, J. Asiat. Soc. Bengal, Pt. 2 (1908)
- Alstonia deplanchei Van Heurck & Müll.Arg. (1870)
- Alstonia guanxiensis D.Fang & X.X.Chen (1980)
- Alstonia iwahigensis Elmer (1912)
- Alstonia lanceolata Van Heurck & Müll.Arg. (1871)
- Alstonia lanceolifera S.Moore, J. Linn. Soc. (1921)
- Alstonia legouixiae Van Heurck & Müll.Arg. (1870)
- Alstonia lenormandii Van Heurck & Müll.Arg. (1870)
- Alstonia longifolia (A.DC.) Pichon, Bull. Mus. Natl. Hist. Nat., sér. 2 (1947)
- Alstonia macrophylla Wall. ex G.Don (1837)
- Alstonia mairei H.Lév. (1915)
- Alstonia muelleriana Domin (1928)
- Alstonia neriifolia D.Don (1825)
- Alstonia odontophora Boiteau, Adansonia, n.s. (1977)
- Alstonia parkinsonii (M.Gangop. & Chakrab.) Lakra & Chakrab. (2006)
- Alstonia parvifolia Merr. (1905)
- Alstonia penangiana Sidiyasa, Blumea (1998)
- Alstonia pneumatophora Backer ex Den Berger (1926)
- Alstonia quaternata Van Heurck & Müll.Arg. (1870)
- Alstonia rostrata C.E.C.Fisch. (1929)
- Alstonia rubiginosa Sidiyasa, Blumea (1998)
- Alstonia rupestris Kerr (1937)
- Alstonia scholaris (L.) R.Br. (1810)
- Alstonia sebusi (Van Heurck & Müll.Arg.) Monach. (1949)
- Alstonia spatulata Blume (1826)
- Alstonia spectabilis R.Br. (1810)
- Alstonia sphaerocapitata Boiteau, Adansonia, n.s. (1977)
- Alstonia venenata R.Br. (1810)
- Alstonia vieillardii Van Heurck & Müll.Arg. (1870)
- Alstonia vietnamensis D.J.Middleton (2005)
- Alstonia yunnanensis Diels (1912)

Selon Tropicos (4 décembre 2019) (Attention liste brute contenant possiblement des synonymes) :
- Alstonia actinophylla (A. Cunn.) K. Schum.
- Alstonia acuminata Miq.
- Alstonia angustifolia Wall.
- Alstonia angustiloba Miq.
- Alstonia annamensis (Monach.) Sidiyasa
- Alstonia balansae Guillaumin
- Alstonia batino Blanco
- Alstonia beatricis Sidiyasa
- Alstonia beccarii (Benth.) Pichon
- Alstonia boonei De Wild.
- Alstonia boulindaensis Boiteau
- Alstonia brassii Monach.
- Alstonia breviloba Sidiyasa
- Alstonia calophylla Miq.
- Alstonia ciliata Benth.
- Alstonia cochinchensis Pierre ex Pit.
- Alstonia comptonii S. Moore
- Alstonia congensis Engl.
- Alstonia constricta F. Muell.
- Alstonia coriacea Pancher ex S. Moore
- Alstonia costata R. Br.
- Alstonia costulata Miq.
- Alstonia cuneata Wall.
- Alstonia curtisii King & Gamble
- Alstonia deplanchei Van Heurck & Müll. Arg.
- Alstonia duerckheimiana Schltr.
- Alstonia edulis G. Benn.
- Alstonia elliptica J.W. Moore
- Alstonia esquirolii H. Lév.
- Alstonia eximia Miq.
- Alstonia ficifolia S. Moore
- Alstonia filipes Schltr. ex Guillaumin
- Alstonia fragrans J.W. Moore
- Alstonia gilletii De Wild.
- Alstonia glabriflora Markgr.
- Alstonia glaucescens (Wall. ex G. Don) Monach.
- Alstonia godeffroyi Reinecke
- Alstonia grandifolia Miq.
- Alstonia guangxiensis D. Fang & X.X. Chen
- Alstonia henryi Tsiang
- Alstonia iwahigensis Elmer
- Alstonia kurzii Hook. f.
- Alstonia lanceolata Van Heurck & Müll. Arg.
- Alstonia lanceolifera S. Moore
- Alstonia latifolia (King & Gamble) Ridl.
- Alstonia legouixiae Van Heurck & Müll. Arg.
- Alstonia lenormandii Van Heurck & Müll. Arg.
- Alstonia linearifolia Guillaumin
- Alstonia linearis Benth.
- Alstonia longifolia (A. DC.) Pichon
- Alstonia longissima F. Muell.
- Alstonia lucida D. Don
- Alstonia macrantha (Woodson) A.H. Gentry
- Alstonia macrophylla Wall. ex G. Don
- Alstonia mairei H. Lév.
- Alstonia marquisensis M.L. Grant ex Fosberg & Sachet
- Alstonia micrantha Ridl.
- Alstonia mollis Benth.
- Alstonia montana Turrill
- Alstonia moui Pancher
- Alstonia muelleriana (Benth.) Domin
- Alstonia neriifolia D. Don
- Alstonia oblongifolia Merr.
- Alstonia odontophora Boiteau
- Alstonia oleandraefolia Loddiges ex Loudon
- Alstonia ophioxyloides F. Muell.
- Alstonia pachycarpa Merr. & Chun
- Alstonia pacifica (Seem.) A.C. Sm.
- Alstonia pangkorensis King & Gamble
- Alstonia parkinsonii (M. Gangop. & Chakrab.) Lakra & Chakrab.
- Alstonia parvifolia Merr.
- Alstonia paucinervia Merr.
- Alstonia paupera Hand.-Mazz.
- Alstonia penangiana Sidiyasa
- Alstonia pittieri (Donn. Sm.) A.H. Gentry
- Alstonia plumosa Labill.
- Alstonia pneumatophora Baker ex Den Berger
- Alstonia polyphylla Miq.
- Alstonia quaternata Van Heurck & Müll. Arg.
- Alstonia reineckeana Lauterb.
- Alstonia retusa S. Moore
- Alstonia roeperi Van Heurck & Müll. Arg.
- Alstonia rostrata C.E.C. Fisch.
- Alstonia rubiginosa Sidiyasa
- Alstonia rupestris Kerr
- Alstonia saligna S. Moore
- Alstonia scholaris (L.) R. Br.
- Alstonia schumanniana Schltr.
- Alstonia sebusii (Van Heurck & Müll. Arg.) Monach.
- Alstonia sericea Blume
- Alstonia setchelliana Christoph.
- Alstonia siamemsis Craib
- Alstonia smithii Markgr.
- Alstonia somersetensis F.M. Bailey
- Alstonia spathulifolia Guillaumin
- Alstonia spatulata Blume
- Alstonia spectabilis R. Br.
- Alstonia sphaerocapitata Boiteau
- Alstonia stenophylla Guillaumin
- Alstonia subsessilis Miq.
- Alstonia theiformis L. f.
- Alstonia undulata Guillaumin
- Alstonia undulifolia Kochummen & K.M. Wong
- Alstonia venenata R. Br.
- Alstonia verticillosa F. Muell.
- Alstonia vieillardii Van Heurck & Müll. Arg.
- Alstonia vietnamensis D.J. Middleton
- Alstonia villosa Blume
- Alstonia vitiensis Seem.
- Alstonia yunnanensis Diels